# Čeľadince
Čeľadince és un poble i municipi d'Eslovàquia que es troba a la regió de Nitra, al sud-oest del país.
La primera menció escrita de la vila es remunta al 1113.

## Demografia
| Godina             | 1994 | 2004   | 2014   | 2024    |
| ------------------ | ---- | ------ | ------ | ------- |
| Nombre de persones | 440  | 447    | 435    | 516     |
| Diferència         |      | +1,59% | −2,68% | +18,62% |

| Godina             | 2023 | 2024   |
| ------------------ | ---- | ------ |
| Nombre de persones | 514  | 516    |
| Diferència         |      | +0,38% |